# Шартепа
Шартепа или Урусмазар (узб. Shoʻrtepa) — городище в Ташкенте, археологический памятник I—ХV вв. Представляет собой руины цитадели, окружённой поселением.
Входит в список «Объектов материального культурного наследия Узбекистана республиканского значения». 

## Расположение
Находится на северо-востоке Ташкента, в месте примыкания канала Таукат к каналу Карасу, на улице Тимура Малика, на территории православного кладбища Шуртепа. 

## Характеристика
Городище состоит из цитадели, высотой до 7 метров и примыкающего к ней неукреплённого поселения, территория которого в настоящее время занято кладбищем. Обнаруженный археологический материал датируется с первых веков н. э. до X—XII вв., отдельные находки были датированы XV в. 
В начале VIII века городище было разрушено в результате арабского нашествия и долгое время лежало в руинах. В X—XII вв. и ненадолго в XV веке было вновь заселено. 9 мая 1865 года на территории городища произошёл ожесточенный бой между защитниками Ташкента и русскими войсками под предводительством генерала Черняева, сражение было подробно описано ташкентским историком Мухаммадом Салихом в его книге «История Ташкента».

## История открытия и изучения
Памятник был отмечен в 1887 году Н. П. Остроумовым, в 1949 году И. Баишевым и В. Массоном проводились наблюдения. В 1968 году обследовался Ташкентским археологическим отрядом. Были обнаружены руины дворца, а также материальные находки, относящиеся к VII—VIII вв.